# Târgu Secuiesc
Târgu Secuiesc (rumænsk udtale: [ˌtɨrɡu sekuˈjesk]; ungarsk: Kézdivásárhely, ungarssk udtale:[ˈkeːzdivaːʃaːrhɛj]; tysk: Szekler Neumarkt; latin: Neoforum Siculorum) er en by i distriktet Covasna , Transsylvanien, Rumænien. Den administrerer en landsby, Lunga (Nyujtód).
Byen har 16.243 (2021) indbyggere.

## Historie
Byen blev første gang nævnt i 1407 som Torjawasara, der på ungarsk betyder "Torja Marked". (Torja er navnet på et vandløb i nærheden og er også det ungarske navn på den nærliggende landsby Turia). Oprindeligt blev det ungarske navn Kézdivásárhely også brugt på rumænsk i formen Chezdi-Oșorheiu, men dette blev ændret til Tîrgu Secuiesc (nu stavet Târgu Secuiesc) efter de blev en del af Rumænien i 1920 i henhold til Trianon-traktaten. Det ungarske oprindelige navn betyder "Kézdi Marked", idet Kézdi er navnet på et Székely "sæde", en historisk administrativ enhed. Dens status som en markedsby går tilbage til middelalderen. Byen blev overtaget af Ungarn under 2. verdenskrig efter Wiendiktatet i august 1940. Der var fra   1880'erne et lille jødisk samfund der i 1920 var på 66 personer.
I maj 1944 sendte de ungarske myndigheder medlemmerne til Sfântu Gheorghe ghettoen og deporterede dem til Auschwitz koncentrationslejr den følgende måned. Suveræniteten blev genoprettet til Rumænien efter krigen.

## Galleri
- Centrum af byen
- Centrum af byen
- Kulturcenter
- Børn i Sala Polivalenta Sportshallen
- Fejring af Székelys frihedsdag